# جورج جونستون
جورج جونستون (بالإنجليزية: George Johnstone)‏ (15 ديسمبر 1914 في المملكة المتحدة - 1974) هو لاعب كرة قدم بريطاني (وحمل سابقاً جنسية المملكة المتحدة لبريطانيا العظمى وأيرلندا) في مركز حراسة المرمى. لعب مع دونفرملين أثلتيك وريث روفرز ونادي أبردين ونادي كاودينبيث لكرة القدم ونادي غرينوك مورتون.